# Tetivikovke
Tetivikovke (lat. Smilacaceae), biljna porodica iz reda ljiljanolike, koja je dobila ime po rodu tetivika (Smilax, 244 vrste listopadnih ili vazdazelenih drvenastih penjačica. Drugi rod Heterosmilax s 12 vrsta iz Kine i jugoistočne Azije, uključen je također u rod Smilax.
U Hrvatskoj je prisutna vrsta crvena ili obična tetivika, čiji su plodovi otrovni, ali su posve mladi listovi jestivi, i jedu se kao šparoge.

## Opis
Smilacaceae, ili porodica tetivika, s 315 vrsta u danas jedan, nekad u dva roda (Smilax i Heterosmilax), druga je najveća porodica u redu. Ove zeljaste ili drvenaste penjačice nalaze se diljem svijeta. Rhipogonum, još jedan blizanac iz Australije i Nove Gvineje, ranije je bio uključen u Smilacaceae, ali mu je dodijeljena vlastita porodica, Rhipogonaceae.

## Rodovi
1. Heterosmilax 	Kunth, 	1850 [1850]
2. Smilax L., 1753

## Vrste
1. Smilax aberrans Gagnep.
2. Smilax aculeatissima Conran
3. Smilax amamiana Z.S.Sun & P.Li
4. Smilax amblyobasis K.Krause
5. Smilax ampla Warb. ex K.Krause
6. Smilax anceps Willd.
7. Smilax anguina K.Krause
8. Smilax annulata Warb. ex K.Krause
9. Smilax aquifolium Ferrufino & Greuter
10. Smilax arisanensis Hayata
11. Smilax aristolochiifolia Mill.
12. Smilax aspera L.
13. Smilax aspericaulis Wall. ex A.DC.
14. Smilax assumptionis A.DC.
15. Smilax astrosperma F.T.Wang & Tang
16. Smilax auriculata Walter
17. Smilax australis R.Br.
18. Smilax austrozhejiangensis Q.Lin
19. Smilax azorica H.Schaef. & P.Schönfelder
20. Smilax bapouensis H.Li
21. Smilax basilata F.T.Wang & Tang
22. Smilax bauhinioides Kunth
23. Smilax bella J.F.Macbr.
24. Smilax biflora Siebold ex Miq.
25. Smilax biltmoreana (Small) J.B.Norton ex Pennell
26. Smilax binchuanensis P.Li & C.X.Fu
27. Smilax biumbellata T.Koyama
28. Smilax blumei A.DC.
29. Smilax bockii Warb.
30. Smilax bona-nox L.
31. Smilax borneensis A.DC.
32. Smilax bracteata C.Presl
33. Smilax brasiliensis Spreng.
34. Smilax californica (A.DC.) A.Gray
35. Smilax calophylla Wall. ex A.DC.
36. Smilax cambodiana Gagnep.
37. Smilax campestris Griseb.
38. Smilax canariensis Willd.
39. Smilax canellifolia Mill.
40. Smilax celebica Blume
41. Smilax chapaensis Gagnep.
42. Smilax china L.
43. Smilax chinensis (F.T.Wang) P.Li & C.X.Fu
44. Smilax chingii F.T.Wang & Tang
45. Smilax cinnamomea Desf. ex A.DC.
46. Smilax cissoides M.Martens & Galeotti
47. Smilax cocculoides Warb.
48. Smilax cognata Kunth
49. Smilax compta (Killip & C.V.Morton) Ferrufino
50. Smilax corbularia Kunth
51. Smilax cordato-ovata Rich.
52. Smilax cordifolia Humb. & Bonpl. ex Willd.
53. Smilax coriacea Spreng.
54. Smilax cristalensis Ferrufino & Greuter
55. Smilax cuprea Ferrufino & Greuter
56. Smilax cuspidata Duhamel
57. Smilax darrisii H.Lév.
58. Smilax davidiana A.DC.
59. Smilax densibarbata F.T.Wang & Tang
60. Smilax discotis Warb.
61. Smilax domingensis Willd.
62. Smilax ecirrhata (Engelm. ex Kunth) S.Watson
63. Smilax elastica Griseb.
64. Smilax elegans Wall. ex Kunth
65. Smilax elegantissima Gagnep.
66. Smilax elmeri Merr.
67. Smilax elongatoumbellata Hayata
68. Smilax emeiensis J.M.Xu
69. Smilax erecta Merr.
70. Smilax excelsa L.
71. Smilax extensa Wall. ex Hook.f.
72. Smilax ferox Wall. ex Kunth
73. Smilax flavicaulis Rusby
74. Smilax fluminensis Steud.
75. Smilax fooningensis F.T.Wang & Tang
76. Smilax fortunensis Ferrufino & Gómez-Laur.
77. Smilax fui Z.C.Qi & P.Li
78. Smilax gagnepainii T.Koyama
79. Smilax gaudichaudiana Kunth
80. Smilax gigantea Merr.
81. Smilax gigantocarpa Koord.
82. Smilax glabra Roxb.
83. Smilax glauca Walter
84. Smilax glaucochina Warb.
85. Smilax glyciphylla J.White
86. Smilax goyazana A.DC.
87. Smilax gracilior Ferrufino & Greuter
88. Smilax griffithii A.DC.
89. Smilax guianensis Vitman
90. Smilax guiyangensis C.X.Fu & C.D.Shen
91. Smilax havanensis Jacq.
92. Smilax hayatae T.Koyama
93. Smilax hemsleyana Craib
94. Smilax herbacea L.
95. Smilax hilariana A.DC.
96. Smilax hirtellicaulis C.Y.Wu & C.Chen ex P.Li
97. Smilax horridiramula Hayata
98. Smilax hugeri (Small) J.B.Norton ex Pennell
99. Smilax hypoglauca Benth.
100. Smilax ilicifolia Desv.
101. Smilax illinoensis Mangaly
102. Smilax indosinica T.Koyama
103. Smilax inversa T.Koyama
104. Smilax irrorata Mart. ex Griseb.
105. Smilax jamesii G.A.Wallace
106. Smilax japicanga Griseb.
107. Smilax javensis A.DC.
108. Smilax kaniensis K.Krause
109. Smilax keyensis Warb. ex K.Krause
110. Smilax kingii Hook.f.
111. Smilax klotzschii Kunth
112. Smilax korthalsii A.DC.
113. Smilax kwangsiensis F.T.Wang & Tang
114. Smilax laevis Wall. ex A.DC.
115. Smilax lanceifolia Roxb.
116. Smilax lappacea Humb. & Bonpl. ex Willd.
117. Smilax larvata Griseb.
118. Smilax lasioneura Hook.
119. Smilax laurifolia L.
120. Smilax lebrunii H.Lév.
121. Smilax leucophylla Blume
122. Smilax ligneoriparia C.X.Fu & P.Li
123. Smilax ligustrifolia A.DC.
124. Smilax loheri Merr.
125. Smilax longiflora (K.Y.Guan & Noltie) P.Li & C.X.Fu
126. Smilax longifolia Rich.
127. Smilax lucida Merr.
128. Smilax luei T.Koyama
129. Smilax lunglingensis F.T.Wang & Tang
130. Smilax lushuiensis S.C.Chen
131. Smilax lutescens Vell.
132. Smilax luzonensis C.Presl
133. Smilax macrocarpa Blume
134. Smilax magnifolia J.F.Macbr.
135. Smilax mairei H.Lév.
136. Smilax malipoensis S.C.Chen
137. Smilax maritima Feay ex Alph.Wood
138. Smilax maypurensis Humb. & Bonpl. ex Willd.
139. Smilax megacarpa A.DC.
140. Smilax megalantha C.H.Wright
141. Smilax melanocarpa Ridl.
142. Smilax melastomifolia Sm.
143. Smilax menispermoidea A.DC.
144. Smilax micrandra (T.Koyama) P.Li & C.X.Fu
145. Smilax micrantha Blume
146. Smilax microdontus Z.S.Sun & C.X.Fu
147. Smilax microphylla C.H.Wright
148. Smilax minarum A.DC.
149. Smilax minutiflora A.DC.
150. Smilax modesta A.DC.
151. Smilax mollis Humb. & Bonpl. ex Willd.
152. Smilax moranensis M.Martens & Galeotti
153. Smilax munita S.C.Chen
154. Smilax muscosa Toledo
155. Smilax myosotiflora A.DC.
156. Smilax myrtillus A.DC.
157. Smilax nageliana A.DC.
158. Smilax nana F.T.Wang
159. Smilax nantoensis T.Koyama
160. Smilax neocaledonica Schltr.
161. Smilax neocyclophylla I.M.Turner
162. Smilax nervomarginata Hayata
163. Smilax nigrescens F.T.Wang & Tang
164. Smilax nipponica Miq.
165. Smilax nova-guineensis T.Koyama
166. Smilax obliquata Duhamel
167. Smilax oblongata Sw.
168. Smilax oblongifolia Pohl ex Griseb.
169. Smilax ocreata A.DC.
170. Smilax odoratissima Blume
171. Smilax officinalis Kunth
172. Smilax orbiculata Labill.
173. Smilax ornata Lem.
174. Smilax orthoptera A.DC.
175. Smilax outanscianensis Pamp.
176. Smilax ovalifolia Roxb. ex D.Don
177. Smilax ovatolanceolata T.Koyama
178. Smilax pachysandroides T.Koyama
179. Smilax paniculata (Gagnep.) P.Li & C.X.Fu
180. Smilax papuana Lauterb.
181. Smilax perfoliata Lour.
182. Smilax pertenuis T.Koyama
183. Smilax petelotii T.Koyama
184. Smilax pilcomayensis Guagl. & Gattuso
185. Smilax pilosa Andreata & Leoni
186. Smilax pinfaensis H.Lév. & Vaniot
187. Smilax plurifurcata A.DC.
188. Smilax poilanei Gagnep.
189. Smilax polyacantha Wall. ex Kunth
190. Smilax polyandra (Gagnep.) P.Li & C.X.Fu
191. Smilax polyantha Griseb.
192. Smilax polycolea Warb.
193. Smilax populnea Kunth
194. Smilax pottingeri Prain
195. Smilax prolifera Roxb.
196. Smilax pseudochina L.
197. Smilax pulverulenta Michx.
198. Smilax pumila Walter
199. Smilax purhampuy Ruiz
200. Smilax purpurata G.Forst.
201. Smilax pygmaea Merr.
202. Smilax quadrata A.DC.
203. Smilax quadrumbellata T.Koyama
204. Smilax quinquenervia Vell.
205. Smilax remotinervis Hand.-Mazz.
206. Smilax retroflexa (F.T.Wang & Tang) S.C.Chen
207. Smilax riparia A.DC.
208. Smilax rotundifolia L.
209. Smilax roxburghiana Wall. ex A.DC.
210. Smilax rubromarginata K.Krause
211. Smilax rufescens Griseb.
212. Smilax sailenii Sarma, Baruah & Borthakur
213. Smilax salicifolia Griseb.
214. Smilax sanguinea Posada-Ar.
215. Smilax santaremensis A.DC.
216. Smilax saulensis J.D.Mitch.
217. Smilax schomburgkiana Kunth
218. Smilax scobinicaulis C.H.Wright
219. Smilax sebeana Miq.
220. Smilax seisuiensis (Hayata) P.Li & C.X.Fu
221. Smilax septemnervia (F.T.Wang & Tang) P.Li & C.X.Fu
222. Smilax setiramula F.T.Wang & Tang
223. Smilax setosa Miq.
224. Smilax sieboldii Miq.
225. Smilax silverstonei Botina
226. Smilax sinclairii T.Koyama
227. Smilax siphilitica Humb. & Bonpl. ex Willd.
228. Smilax solanifolia A.DC.
229. Smilax spicata Vell.
230. Smilax spinosa Mill.
231. Smilax spissa Killip & C.V.Morton
232. Smilax spruceana A.DC.
233. Smilax stans Maxim.
234. Smilax stenophylla A.DC.
235. Smilax subinermis C.Presl
236. Smilax subpubescens A.DC.
237. Smilax subsessiliflora Duhamel
238. Smilax sumatrensis (A.DC.) P.Li & C.X.Fu
239. Smilax synandra Gagnep.
240. Smilax talbotiana A.DC.
241. Smilax tamnoides L.
242. Smilax tetraptera Schltr.
243. Smilax timorensis A.DC.
244. Smilax tomentosa Kunth
245. Smilax trachypoda J.B.Norton
246. Smilax trinervula Miq.
247. Smilax tsinchengshanensis F.T.Wang
248. Smilax tuberculata C.Presl
249. Smilax turbans F.T.Wang & Tang
250. Smilax utilis C.H.Wright
251. Smilax vaginata Decne.
252. Smilax vanchingshanensis (F.T.Wang & Tang) F.T.Wang & Tang
253. Smilax velutina Killip & C.V.Morton
254. Smilax verrucosa Griseb.
255. Smilax verticalis Gagnep.
256. Smilax vitiensis (Seem.) A.DC.
257. Smilax wallichii Kunth
258. Smilax walteri Pursh
259. Smilax wightii A.DC.
260. Smilax williamsii Merr.
261. Smilax yunnanensis S.C.Chen
262. Smilax zeylanica L.